# Otto Appel
Friedrich Carl Louis Otto Appel (* 19. Mai 1867 in Coburg; † 10. November 1952 in West-Berlin, Bezirk Zehlendorf) war ein deutscher Phytomediziner. Sein offizielles botanisches Autorenkürzel lautet „Appel“.
Er war von 1920 bis 1933 Direktor der Biologischen Reichsanstalt für Land- und Forstwirtschaft in Berlin-Dahlem und entwickelte diese Institution zu einer international anerkannten Forschungsstätte. Gleichzeitig organisierte er in ganz Deutschland einen leistungsfähigen Pflanzenschutzdienst.

## Lebensweg
Otto Appel, Sohn des Kaufmanns Ludwig Appel, machte zunächst eine Apothekerlehre und begann sein Botanikstudium 1890 an der Schlesischen Friedrich-Wilhelms-Universität. Seit 1891 war er Mitglied, später Ehrencorpsbursch des Corps Frisia zu Breslau.
1893 wechselte er an die Julius-Maximilians-Universität zu Würzburg, wo er 1897 bei Julius Sachs mit einer Arbeit über Pflanzengallen zum Dr. phil. promoviert wurde. 1898 erhielt er eine Anstellung als Assistent am Bakteriologischen Institut der Universität Königsberg. 1899 folgte er einem Angebot zur Übernahme einer „Hilfsarbeiterstelle“ (die damalige Bezeichnung für wissenschaftliche Mitarbeiter) an der neu gegründeten „Biologischen Abteilung für Land- und Forstwirtschaft des Kaiserlichen Gesundheitsamtes“ in Berlin. Zunächst arbeitete er dort im Botanischen Laboratorium, das er seit 1903 leitete. 1913 wurde er zum Geheimen Regierungsrat ernannt. Von 1920 bis zu seiner Pensionierung im Jahre 1933 war er Direktor der aus der Biologischen Abteilung des Kaiserlichen Gesundheitsamtes hervorgegangenen Biologischen Reichsanstalt für Land- und Forstwirtschaft in Berlin-Dahlem.
Appel war förderndes Mitglied der SS, Mitglied im RDB, Reichsluftschutzbund und seit 19. Juni 1934 im DLV.
Er wirkte maßgeblich bei der Wiedererrichtung des Verbandes Deutscher Pflanzenärzte mit, der 1949 unter der Bezeichnung Vereinigung Deutscher Pflanzenärzte als berufsständische Vertretung von Phytomedizinern fungierte. Otto Appel war ihr Ehrenvorsitzender und damit gleichzeitig das erste Mitglied der später in Deutsche Phytomedizinische Gesellschaft e. V. umbenannten Fachgesellschaft. Ihm zu Ehren wird bis heute die Otto-Appel-Denkmünze für herausragende Leistungen auf dem Gebiet der Phytomedizin verliehen.

## Forschung
Appels wissenschaftliches Interesse galt besonders der Kartoffel. Durch zahlreiche Aktivitäten förderte er nachhaltig den Kartoffelanbau in Deutschland. Mit finanzieller Unterstützung der Deutschen Kartoffelbau-Gesellschaft gründete er 1919 ein Forschungsinstitut für Kartoffelbau, dessen Leitung er bis 1923 innehatte. Später gelang es ihm, dieses Institut in die Biologische Reichsanstalt für Land- und Forstwirtschaft einzugliedern. Wegweisende Forschungsbeiträge publizierte Appel über die Verhütung von Krankheiten und Schädlingen bei der Kartoffel durch die Verwendung von gesundem Pflanzgut. Wegweisend für die landwirtschaftliche Praxis wurde seine 1918 erstmals publizierte Schrift Die Pflanzkartoffel. Bedeutsam für den Landbau waren auch seine erfolgreichen Versuche zur Bekämpfung von Brandkrankheiten bei Getreide.
Als Direktor der Biologischen Reichsanstalt für Land- und Forstwirtschaft hat Appel den Pflanzenschutzdienst in Deutschland richtungweisend organisiert. Er gründete Zweigstellen dieser Anstalt an vielen Orten innerhalb des damaligen Reichsgebietes und übertrug ihnen Spezialaufgaben. Durch seine Aktivitäten beeinflusste er entscheidend das 1937 erlassene Gesetz zum Schutz landwirtschaftlicher Kulturpflanzen. In einem 1919 veröffentlichten Beitrag über Die Zukunft des Pflanzenschutzes in Deutschland forderte er, Lehrstühle für Pflanzenpathologie an den Universitäten in Deutschland einzurichten. Er selbst hielt als Honorarprofessor seit 1921 Vorlesungen an der Landwirtschaftlichen Hochschule Berlin.
Appel war Herausgeber bzw. Mitherausgeber bedeutender Werke seines Fachgebietes. So hat er mehrere Bände von Paul Sorauers Handbuch der Pflanzenkrankheiten mitherausgegeben. Die von ihm selbst edierten Taschenatlanten, die die wichtigsten Krankheiten und Schädlinge der Kulturpflanzen behandeln und in vorbildlicher Weise von dem Kunstmaler August Dressel illustriert wurden, waren jahrzehntelang hochgeschätzte Ratgeber in der landwirtschaftlichen Praxis. Von dem erfolgreichen Buch Albrecht Conrad Thaers über Die landwirtschaftlichen Unkräuter (Erstauflage 1881) hat Appel 1923 und 1927 zwei weitere Auflagen herausgegeben. Bedeutsam für das Selbstverständnis der am Pflanzenbau orientierten Agrardisziplinen ist auch heute noch sein 1930 veröffentlichter Beitrag Pflanzenpathologie und Pflanzenzüchtung. Nachdrücklich fordert er hier eine enge Zusammenarbeit zwischen beiden Fachdisziplinen.

## Ehrungen und Auszeichnungen

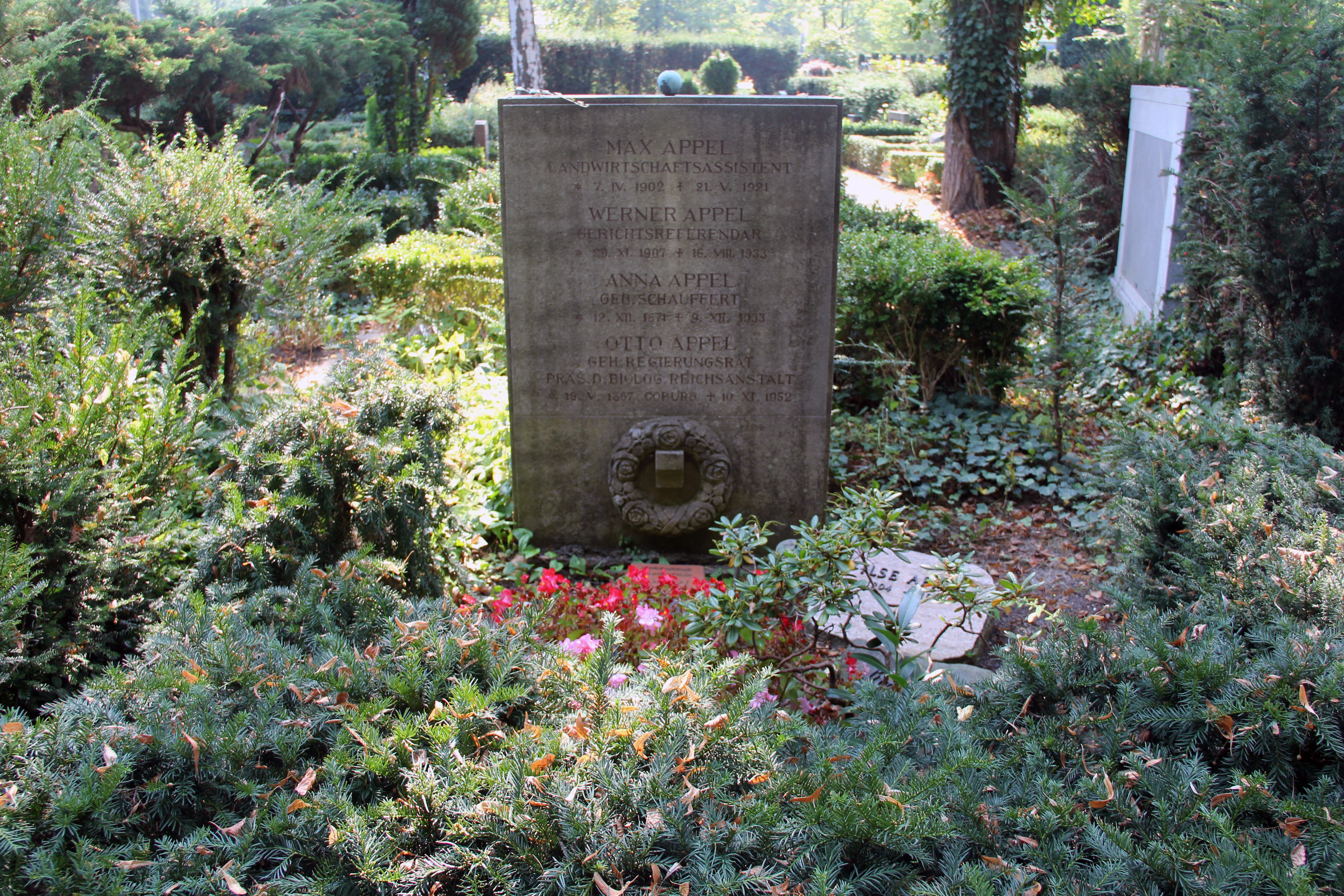
Ehrengrab, Königin-Luise-Straße 57, in Berlin-Dahlem

Für sein erfolgreiches Wirken auf dem Gebiet der Phytomedizin wurde Appel vielfach geehrt und ausgezeichnet. Allein die Ehrendoktorwürden der Hochschulen bzw. Universitäten Wien, Sofia und Berlin dokumentieren die Anerkennung seiner wissenschaftlichen Leistungen im In- und Ausland. Im Jahr 1905 wurde er zum Mitglied der Gelehrtenakademie Leopoldina gewählt. Anlässlich seines 85. Geburtstages im Jahre 1952 wurde ihm das Große Verdienstkreuz der Bundesrepublik Deutschland verliehen. Im gleichen Jahr stifteten Wissenschaft und Industrie die Otto-Appel-Denkmünze, die bis heute als höchste Auszeichnung des Deutschen Pflanzenschutzdienstes an verdiente Persönlichkeiten verliehen wird.
1992 hat der Senat von Berlin die Grabstätte von Otto Appel auf dem Friedhof Dahlem in Berlin-Dahlem als Ehrengrabstätte Berlins anerkannt. Die Widmung wurde 2016 um die Frist von 20 Jahren verlängert.
Eine Privatstraße im Berliner Bezirk Steglitz-Zehlendorf, nicht weit vom Haupteingang des Botanischen Gartens, wurde 2001 nach Otto Appel benannt.

## Werke (Auswahl)
- mit Paul Erich Otto Wilhelm Knuth, Ernst Loew, Herrmann Müller: Handbuch der Blütenbiologie, unter Zugrundelegung von Hermann Müllers Werk: „Die Befruchtung der Blumen durch Insekten“. W. Engelmann, Leipzig 1898–1905, doi:10.5962/bhl.title.23080
- mit Paul Graebner, L. Reh, Paul Sorauer: Handbuch der Pflanzenkrankheiten. Paul Parey, Berlin 1909 doi:10.5962/bhl.title.21244
- Die Pflanzkartoffel. Verlagsbuchhandlung Paul Parey Berlin 1918; 2. Aufl. 1920 = Landwirtschaftliche Hefte Nr. 35.
- Die Zukunft des Pflanzenschutzes in Deutschland. In: Angewandte Botanik, Bd. 1, 1919, S. 3–15.
- Albrecht Conrad Thaer: Die landwirtschaftlichen Unkräuter. Farbige Abbildung, Beschreibung und Vertilgungsmittel derselben. Erstauflage Berlin 1881. Neubearbeitete Auflagen von Otto Appel: Verlagsbuchhandlung Paul Parey Berlin, 4. Aufl. 1923, 5. Aufl. 1927.
- mit Ernst Emanuel Silva Tarouca und Camillo Karl Schneider: Unsere Freiland-Nadelhölzer; Anzucht, Pflege und Verwendung aller bekannten in Mitteleuropa im freien Kulturfähigen Nadelhölzer mit Einschluss von Ginkgo und Ephedra. 2., neu durchgesehene und verm. Aufl., Hölder-Pichler-Tempsky, Wien 1923 doi:10.5962/bhl.title.45862
- Pflanzenpathologie und Pflanzenzüchtung. In: Der Züchter Jg. 2, 1930, S. 309–313.